# Timme noll
Timme noll är en roman av Lotta Lundberg utgiven 2014. Med utgångspunkt i Berlin 1945 väver handlingen samman tre kvinnoöden i olika epoker. Timme noll är tillägnad Cordelia Edvardsson som i romanen är en förenande länk mellan de tre kvinnorna. För romanen tilldelades Lundberg Sveriges Radios romanpris 2015.

## Mottagande
Romanen fick ett positivt mottagande av flera kritiker. Anneli Dufva i Kulturnytt tyckte att Lundberg med en  "imponerande blandning av skicklighet och inspirerande frihet skrivit fram den tredelade berättelse hon helt håller i sin hand ... Man kan tänka på Michael Cunninghams "Timmarna", med dess tre kvinnor och deras livsfrågor. För det är livsfrågor det handlar om här. Moderskapet, författarskapet, äktenskapet och inte minst barnets plats i förhållande till dem. Men det handlar också mycket konkret om skuld och tro - i skuggan av kriget, i prästgården, för flickan. Och om trohet - inte minst mot sig själv. Och allt det är gott nog. Men, och men igen – framförallt är det hur Lotta Lundberg gör det hela som gör att det här inte bara är ytterligare en svensk roman, utan en riktigt bra, på många sätt omvälvande läsupplevelse."
I Helsingborgs Dagblad ansåg Nina Einarsson att det var fråga om "Djupt fascinerande läsning ... Kvinnornas röster är brokiga, men också välskrivna och kompletterar varandra på ett sätt som gör boken lätt att sträckläsa ... en enorm känsla för timing och berättarbegåvning ... Timme noll manar till tanke, lika mycket som den berättar tre spännande historier. Resultatet: en ytterst läsvärd och viktig bok."